# محمية بوهيميا ومورافيا
كانت محمية بوهيميا ومورافيا (بالألمانية:Protektorat Böhmen und Mähren، بالتشيكية:Protektorát Čechy a Morava) محمية ومستعمرة ألمانية نازية ذات غالبية تشيكية تتمتع بالحكم الذاتي، أقامتها ألمانيا النازية عام 1939، وكان هتلر قد أعلن في قلعة براغ عن قيام محمية بوهيميا ومورافيا في 15 مارس 1939 بعد يوم واحد من أعلان قيام جمهورية سلوفاكيا، استمرت محمية بوهيميا ومورافيا حتى سقوط ألمانيا عام 1945 ودخول القوات السوفييتية إلى برلين، قامت بعدها جمهورية تشيكوسلوفاكيا التي ضمت كل من محمية بوهيميا ومورافيا وجمهورية سلوفاكيا.
كانت أغلبية سكان المحمية من الإثنية التشيكية، بينما كانت أغلبية السوديت من الإثنية الألمانية. أسس أدولف هتلر المحمية في 16 مارس عام 1939 عبر إعلانه ضمّ قلعة براغ، وذلك بعد تأسيس جمهورية سلوفاكيا المستقلة في 14 مارس عام 1939، والاحتلال الألماني لبقايا دولة التشيك في اليوم التالي.
بررت الدولة الألمانية تدخلها بادعاء وقوع تشيكوسلوفاكيا ضحية الفوضى وتمزق الدولة الإثني، واستهداف العسكرية الألمانية لاستعادة النظام في المنطقة.
تبنت دولة تشيكوسلوفاكيا في ذلك الوقت سياسة موالية لألمانيا تحت إدارة الرئيس إميل هاشا، وخضع هاشا للمطالب الألمانية بعد المقابلة مع الفوهرر أدولف هتلر (15 مارس 1939)، وأصدر تصريحاته بموافقته على تقرير ألمانيا لمصير الشأن التشيكي؛ وافق هتلر على تصريح هاشا، وأبلغه بتوفير ألمانيا لشعب التشيك مكانة المحمية الذاتية لتحكمهم الإثنية التشيكية. عُيّن هاشا رئيسًا للمحمية في نفس اليوم.
أُطلق على المحمية اسم المنطقة الذاتية المدارة نازيًا، واعتبرتها ألمانيا جزءًا من الرايخ الألماني الأعظم. انتهى وجود الدولة بانسحاب ألمانيا إلى دول الحلفاء في عام 1945.

## خلفية
عندما أُجبرت تشيكوسلوفاكيا على الموافقة على شروط معاهدة ميونخ في 10 أكتوبر عام 1938، ضمت ألمانيا السوديت، على الحدود الشيكوسلوفاكية مع ألمانيا والنمسا نفسها، لتكون أغلبيتها من الإثنية الألمانية وتخضع للرايخ مباشرة. عندما أعلن النظام السلوفاكي استقلال سلوفاكيا، أحضر هتلر الرئيس التشيكوسلوفاكي إميل هاشا إلى برلين وابتزّه لقبول احتلال ألمانيا لبقايا دولة التشيك وإعادة تنظيمها لتخضع للحماية الألمانية.

## نبذة تاريخية
استُغل سكان المحمية في العمل لصالح الجهود الحربية الألمانية، وراقب خواص الضباط إدارة الصناعات الضرورية لهذه الجهود. كلف الألمانُ التشيكيين بالعمل في مناجم الفحم وإنتاج السلاح. وُجهت عملية إنتاج البضائع الاستهلاكية إلى إمداد القوات المسلحة الألمانية بها. وخضع سكان المحمية إلى التقنين.
خضع الحكم الألماني للمعايير النازية في أثناء الشهور الأولى من الاحتلال. أعاد هاشا تنظيم الحكومة التشيكية وهيكلها السياسي، واستمر وجوده رسميًا. أدار الغيستابو أنشطته ضد السياسيين التشيكيين والنخبة المثقفة (الإنتليجنتسيا). هدفت الدولة الألمانية تحت الإدارة النازية في النهاية إلى القضاء على الجنسية التشيكية عبر النفي والاستيعاب، وإلى إنهاء الإنتليجنتسيا؛ النخبة المثقفة وأعضاء الطبقة الوسطى المكونة من 200 ألف شخص أُرسلوا إلى معسكرات الاعتقال و250 ألف شخص ماتوا خلال الاحتلال الألماني. في إطار خطة سرية لألمنة محمية بوهيميا ومورافيا، أُعلن أن الأعراق المنغولية والمنتمين للنخبة التشيكية غير ألمان، وأن نصف السكان التشيكيين مناسب للألمنة. افترضت جنرالبلان أوست جاهزية نحو 50% من التشيكيين للألمنة، على أن يُرحَّل أعضاء النخبة التشيكية من المناطق التشيكية وأوروبا نهائيًا. اعتقد مؤلفو جنرالبلان أوست بأفضلية ترحيلهم خارج البلاد، فحتى في سيبيريا سيشكلون خطرًا على الحكم الألماني. اعتبرت الدولة النازية التشيكيين من الأجناس الأدنى (أونترمينش) مثلهم مثل اليهود والصرب والبولنديين وغيرهم من الأمم.
تظاهر التشيكيون ضد الاحتلال في 28 أكتوبر عام 1939، في الذكرى الحادية والعشرين للاستقلال التشيكوسلوفاكي. مهّد مقتل طالب الطب جان أوبليتال في 15 نوفمبر 1939، نتيجة إصابته في عنف أكتوبر، لاشتعال المظاهرات الطلابية وانتقام الرايخ. اعتُقل السياسيون بالعشرات، وقُدر عدد الطلاب المعتقلين بنحو 1800 طالب ومعلم. أُغلقت الجامعات والكليات في 17 نوفمبر في المحمية، وأُعدم تسعة من الطلاب، وأُرسل 1200 آخرون إلى معسكرات اعتقال ساكسنهاوزن في ألمانيا النازية، ليعتقلوا مزيدًا من الطلاب والأساتذة التشيكيين ويعدموهم لاحقًا في أثناء الاحتلال.
رأى هتلر أن أتو نويرات لم يعامل التشيكيين بالقسوة التي يستحقونها، فقرر تبني سياسة أشد راديكالية في المحمية. عيّن هتلر ضابط الشوتزشتافل راينهارد هايدريش قائمًا بأعمال حامي محمية بوهيميا ومورافيا في 29 سبتمبر عام 1941. أعفى هتلر في اليوم التالي نويرات من منصبه وواجباته اليومية. استبدل هتلر بنويرات «براينهارد» حاميًا لمحمية بوهيميا ومورافيا. اعتُقل رئيس الورزاء أليوس إلياس بأمر من راينهارد (وأُعدم في وقت لاحق)، وأُعيد تنظيم الحكومة التشيكية، وأُغلقت كل المنظمات التشيكية. اعتقل الغيستابو عددًا من الأفراد وقتلهم. نُظمت معسكرات اعتقال اليهود، وتحولت مدينة تيريزين المحصنة إلى غيتو للعائلات اليهودية. مات راينهارد في 4 يونيو عام 1942 بعد إصابته على يد الكوماندو التشيكوسلوفاكي في عملية أنثروبود. تسببت الأوامر الصادرة عن سلف راينهارد، كورت دالوج صاحب رتبة إس إس-أوبرست-غروبن فوهرر، وأيضًا الأحكام العرفية المطبقة بمزيد من الاعتقالات والإعدامات وإغلاق مدن ليديتشي وليجاكي. تسارعت الجهود الألمانية في عام 1943. جُرّمت كل الصناعات غير المتعلقة بالحرب داخل المحمية بأمر من وزير دولة بوهيميا ومورافيا الألماني كارل فرانك. أطاع أغلب السكان التشيكيين بهدوء حتى الشهور الأخيرة قبل نهاية الحرب عندما اشترك الآلاف في حركة المقاومة.
مثَّل الاحتلال الألماني فترة من القمع بالنسبة للتشيكيين في محمية بوهيميا ومورافيا. قُدرت الخسائر التشيكية نتيجة الاضطهاد السياسي والقتلى في معسكرات الاعتقال بين 36 ألف إلى 55 ألف ضحية. تلاشت الجالية اليهودية في بوهيميا ومورافيا (المُقدَّر عدد أفرادها بـ118 ألف طبقًا لتعداد 1930)، وقُتل منهم نحو 75 ألفًا. قتل النازيون 78,154 من أصل 92,199 يهوديًا مسجلًا من السلطات الألمانية في المحمية خلال الهولوكوست، أو ما تُقدر نسبته بنحو 84.8%.
هاجر عدد من اليهود بعد عام 1939، وقُدر عدد الناجين من معسكر اعتقال تيريزين بنحو 8,000 يهودي، في حدث استُخدم في ما بعد في البروباغاندا. تمكن آلاف اليهود من الحياة بحرية أو الاختباء في أثناء فترة الاحتلال. كانت إبادة الجالية الغجرية شديدة القسوة إلى درجة انقراض اللغة الغجرية البوهيمية تمامًا. أُرسل الغجريون إلى معسكر اعتقال ليتي وهودونين قبل نقلهم إلى معسكر أوشفيتز بيركينو ليُقتلوا تسميمًا بالغاز. تنحدر الأغلبية الغجرية في جمهورية التشيك اليوم من المهاجرين من سلوفاكيا، الذين انتقلوا إلى تشيكوسلوفاكيا بعد الحرب. وقع معسكر اعتقال تيريزين غيتو في المحمية، بالقرب من حدود السوديت. صُمم هذا المعتقل لاحتجاز السكان اليهود من المحمية ونقلهم تدريجيًا إلى معسكرات الإبادة، وشمل أيضًا يهودًا من الأوروبيين الغربيين ومن الألمان. لم يكن معسكر الإبادة وحده كافيًا، فقد أسفرت الإعدادات غير الصحية عن 33 ألف قتيل من أصل 140 ألف يهودي أُحضروا إلى المعسكر، وقد أُرسل 88 ألف آخرون إلى معسكرات الإبادة، وكان عدد الناجين 19 ألفًا.

## السياسة
حُظرت كل الأحزاب السياسية بعد تأسيس المحمية، باستثناء حزب الشراكة الوطنية. كان الحزب الفاشي التشيكي تحت قيادة اللجنة التنفيذية حتى 1942، بعد تعيين قائد الحزب.

### الحكومة الألمانية
امتلك حامي الرايخ سلطة مطلقة بالنسبة للمحمية، وكان لقبه المدير النازي الأكبر للمنطقة، ومهمته تمثيل مصالح الدولة الألمانية في المحمية. استلم أشخاص متعددون المجلس واللقب في أثناء وجود المحمية وكانوا على الترتيب:
- 16 مارس 1939 – 20 أغسطس 1943: كونستانتين فون نيورات، وزير الخارجية الأسبق لألمانيا النازية، ووزير بلا اختصاصات حتى عام 1943. عُزل من منصبه بسبب سخط هتلر على «سياساته الناعمة» في عام 1941، ولكنه احتفظ باللقب حتى استقالته الرسمية في عام 1943. 27 سبتمبر 1941 – 30 مايو 1942: راينهارد هايدريش، رئيس مكتب الأمن الرئيسي للرايخ. كان دوره الرسمي نائبًا لنيورات، ولكنه احتفظ بالسلطة العليا على كامل جهاز الدولة في المحمية على أرض الواقع.
- 31 مايو 1942 – 20 أغسطس 1943: كورت دالوج، قائد الشرطة النظامية، في وزارة الداخلية، ولعب دور القائم بأعمال حامي الرايخ رسميًا.
- 20 أغسطس 1943 – 5 مايو 1945: فيلهلم فريك، وزير الداخلية السابق.